# Batalha de Cantigny
A Batalha de Cantigny foi uma batalha travada entre os Estados Unidos, a primeira desde a sua entrada na guerra, e o Império Alemão no dia 28 de maio de 1918. O combate ocorreu na Frente Ocidental, durante a Primeira Guerra Mundial. Foi a primeira vitória expressiva dos americanos na guerra.